# Mandan (Dakota Północna)
Mandan – miasto w hrabstwie Morton w Dakocie Północnej, w Stanach Zjednoczonych. Mandan jest stolicą hrabstwa Morton, a zarazem centralnym miastem obszaru metropolitarnego Bismarck-Mandan. W 2000 roku populacja miasta wynosiła 16 718 osób. Mandan zostało założone w 1879 r. i stało się stolicą hrabstwa w 1881 r.